# ماثيو سانشيز
ماثيو سانشيز (بالإنجليزية: Matthew Sanchez)‏ هو لاعب كرة قدم أمريكي في مركز حراسة المرمى، ولد في 4 أغسطس 1994 في أوينغس ميلس في الولايات المتحدة. لعب مع Rio Grande Valley FC Toros ‏.

## وصلات خارجية
- ماثيو سانشيز على موقع قاعدة بيانات كرة القدم.إي يو (الإنجليزية)
- ماثيو سانشيز على موقع ناشيونال فوتبول تيمز (الإنجليزية)